# 亞斯納波利亞納 (赫爾松區)
46°48′52″N 32°48′10″E / 46.81444°N 32.80278°E
亞斯納波利亞納（烏克蘭語：Ясна Поляна）是烏克蘭南部赫爾松州赫尔松区达尔伊夫卡市镇内的村莊。該村始建於二十世紀，面積0.66平方公里，海拔高度30米，2001年人口39，人口密度每平方公里59.5人。